# カワネズミ
カワネズミ (Chimarrogale platycephalus) は、哺乳綱真無盲腸目トガリネズミ科カワネズミ属に属する哺乳類。

## 分布
日本（本州、九州）固有種
四国・隠岐では未確認情報はあるが、2000 - 2002年に行われた捕獲調査および聞き込み調査でも発見・確認されず分布しないと考えられている。

## 形態
頭胴長（体長）11.1 - 14.1センチメートル。尾長8.2 - 11.7センチメートル。体重25 - 63グラム。九州の個体群はより小型。尾は長く、下面には長い毛がある。夏毛では背面が黒褐色、冬毛では灰色が強くなる。臀部には先端が銀色の刺毛が多くなる。腹面の体毛は淡褐色で、先端は褐色。
頭骨は横から見ると中央部（眼上部）が凹む。耳介は小型で、体毛の中に隠れている。後足長23 - 29.4ミリメートル。指趾の側面に扁平な剛毛があり、水かきの役割をする。
水中では体毛の間に気泡がたまり、この空気の層が光を反射して銀色に光るように見えるためギンネズミ（銀鼠）と呼ぶこともある。

## 分類
種小名platycephalusはギリシャ語で「平たい頭」の意がある。属名Chimarrogale（女性名詞）に合わせてplatycephalaとする文献もあるが、名詞格であり語尾変化を行わないことから、原記載に従ったplatycephalusが正しいとする説もある。

## 生態
山間部にある倒木や岩が多い渓流周辺に生息する。捕獲調査から個体ごとに縄張りを形成することが示唆されている。周日行性だが、夜間の方がより活動するという報告もある。岸にある乾燥した石の間や下、地中に枯葉を集めて巣を作る。
魚類や水生昆虫、ヒル、サワガニ、カワニナなどを食べる。2000 - 2002年に本州・九州の86か所で採集された139頭の胃の内容物調査では水生昆虫が98.6 %（カゲロウ類の幼虫84.2 %、カワゲラ類の幼虫37.4 %）・次いで魚類が10.6 %含まれ、ミミズ・ヒル・ハリガネムシ（各4例ずつ）、サンショウウオ類（3例）も少数が発見された例もある。水生昆虫に比べて魚類の出現頻度は低いものの1回の捕食で得られる量は多いことから重要な食物だと考えられている。山梨県の直接観察や糞の内容物調査では、ブユ・ユスリカ類の幼虫からカエル・魚類など様々な大きさの獲物をも食べ、糞には陸生無脊椎動物のクモも平均30 %含まれ冬季で増加傾向があったとする報告例もある。
主に2 - 6月に1 - 6頭の幼獣を産む。10 - 12月に出産することもある。3年以上生存した例も確認されている。

## 人間との関係
ダム・堤防建設や河川改修、農薬や除草剤などによる水質汚染などにより生息数は減少している。生息に適した環境でも確認されないこともあり、そうした場所では周囲で土木工事が行われているか過去に行われた傾向がある。そのため土木工事によって生じた濁流により、獲物となる水生昆虫が壊滅したことが原因と推定されている。
九州地方のカワネズミ（九州個体群）
近年行われた調査では、本州は153か所中80か所（約52 %）で生息が確認されたが、九州では24か所中6か所（約25 %）でのみ生息が確認された。1950年代には捕獲例のあった英彦山地区では3か所で調査を行ったが生息が確認されなかったなど、分布の分断化・減少傾向がより強いと推定されている。
絶滅のおそれのある地域個体群（環境省レッドリスト）